# Верхний Бор (Тюменская область)
Верхний Бор — упразднённый посёлок находившийся в подчинении Центрального административного округа городского округа город Тюмень Тюменской области. В 2013 году включен в состав города города и исключён из учётных данных.

## География
Расположен между Тюменской окружной дорогой, Салаирским трактом и озером Нижнее Кривое.

## История
Возник посёлок детского противотуберкулезного диспансера.

## Население
| 1989 | 2002  | 2010  |
| ---- | ----- | ----- |
| 1179 | ↘1114 | ↗1287 |

### Национальный состав
Согласно результатам переписи 2002 года, в национальной структуре населения русские составляли 88 %.